# NGC 4365
NGC 4365 è una galassia ellittica di tipo E3 nella costellazione della Vergine. Dista circa 71 milioni di anni luce dalla Terra e la sua magnitudine visuale è 10,5. NGC 4365 appartiene all'Ammasso di galassie della Vergine.
Fu scoperta da William Herschel nel 1784.